# Lockheedaffären

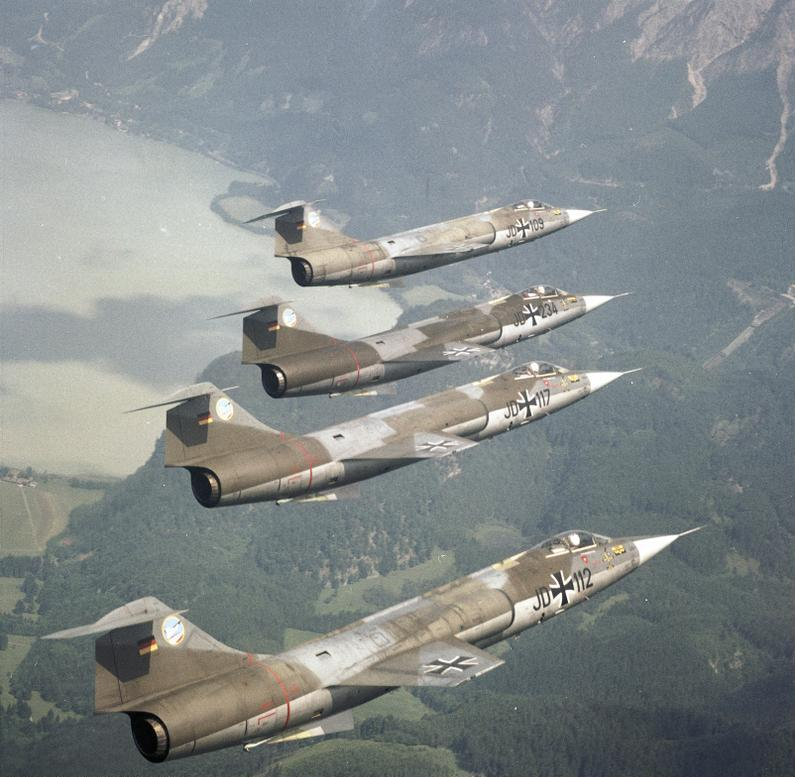
Flygplan av typ F-104 Starfighter i Västtysklands flygvapen. Fotografi från 1965.

Lockheedaffären kallas den serie mutskandaler som uppdagades 1975 och 1976 involverande den amerikanska flygplanstillverkaren Lockheed Corporation och regeringsmedlemmar och höga tjänstemän i Västtyskland, Italien, Nederländerna och Japan.

## Bakgrund
År 1971 hade den amerikanska staten räddat det svårt skuldsatta Lockheed Corporation genom att garantera återbetalning på 195 miljoner dollar i banklån till företaget. Man satte då upp en lånekommitté som skulle överse återbetalningarna. Kommittén började även undersöka om företaget hade brutit mot sina förpliktelser att informera om utbetalningar i utlandet. Ett utskott i USA:s senat under ledning av Frank Church kom i slutet av 1975 och början av 1976 fram till att Lockheed hade betalat regeringar i stater vänligt sinnade till USA för att säkra försäljning av sina stridsflygplan. Mer konkreta uppgifter år 1976 gjorde gällande att företaget hade betalat uppemot 22 miljoner dollar i mutor till utländska tjänstemän för att sälja jaktflygplan av typ F-104 Starfighter.

## Västtyskland
I början av 1976 sa Ernest Hauser, en före detta lobbyist för Lockheed, till senatens undersökare att förre västtyske försvarsministern Franz Josef Strauss och hans kristdemokratiska parti CSU erhållit åtminstone 10 miljoner dollar för Västtysklands köp av 900 stycken stridsflygplan av modell F-104G Starfighter år 1961. Strauss var en ivrig förespråkare för att Lockheeds Starfighter-flygplan skulle bli Nato:s främsta flygplan i Europa. Strauss och CSU förnekade anklagelserna och anklagade istället Hauser för förtal. Anklagelserna mot Strauss lades så småningom ner i brist på bevis.
Kontroversen återuppkom under förbundsdagsvalet i september 1976 då det uppdagades att de flesta dokument om flygplansköpet 1961 hade förstörts året därpå, 1962. Förbundsdagsledamoten och försvarsrådgivaren Manfred Wörner misstänktes ha besökt Lockheeds fabriker och fått resan bekostad av företaget. En amerikansk undersökning kom dock fram till att Förbundsdagen hade bekostat delar av resan och att det handlade om testflygningar av en annan flygplansmodell.
Mellan 1,1 miljoner och 1,3 miljoner D-mark betalades dock av Lockheed i mutor i Västtyskland, bland annat till Heinrich Sellschopp, en högt uppsatt inköpschef för den västtyska försvarsmakten, i syfte att säkra att just Starfighter F-104 skulle köpas. Sellschopp åtalades inte då han dog år 1975.

## Italien
Anklagelser om korruption riktades mot flera högt uppsatta medlemmar i Italiens kristdemokratiska regering för att få det italienska flygvapnet att köpa Lockheeds transportplan C-130 Hercules. 15 juni 1978 tvingades landets president Giovanni Leone att avgå på grund av misstänkt inblandning i muthärvan. Försvarsminister Mario Tanassi dömdes till fyra månaders fängelse av Italiens författningsdomstol för mutbrott. Även den tidigare premiärministern Mariano Rumor och hans försvarsminister Luigi Gui fanns på listan över personer som misstänkts vara identiska med Lockheeds kontakt i Italien som gick under täcknamnet Antelope Cobbler.

## Nederländerna

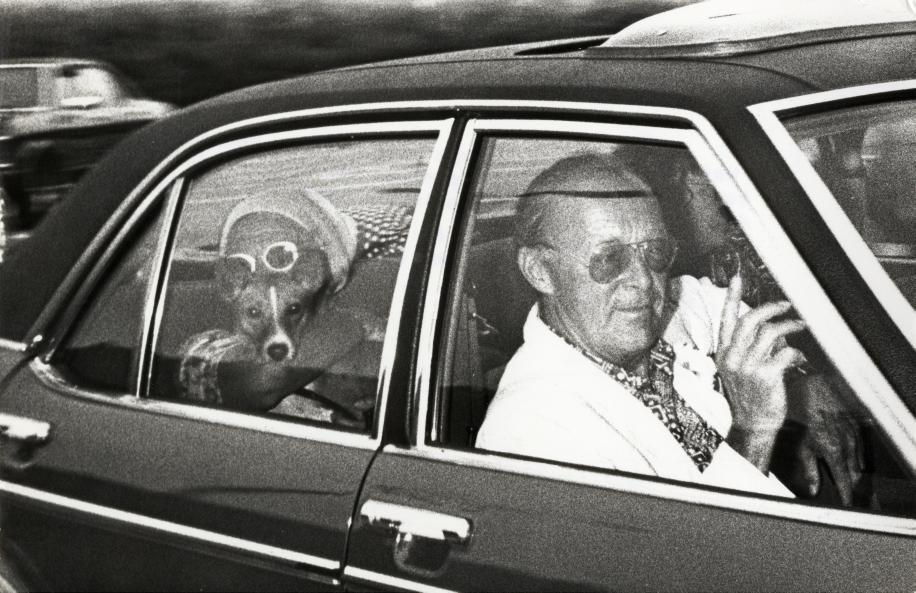
Prins Bernhard och drottning Juliana återvänder från Italien, (på grund av utvecklingen i Lockheed-skandalen). I baksätet sitter Juliana med sin hund Sara. Nederländerna, 26 augusti 1976.

Prins Bernhard av Lippe-Biesterfeld, gift med drottning Juliana av Nederländerna, hade år 1974 begärt provision av Lockheed om bolaget sålde ett marint spaningsplan till holländska flottan. Han fick 1,1 miljoner dollar för att säkerställa att Lockheed F-104 vann kontraktet över det franskproducerade stridsflygplanet Dassault Mirage 5. När premiärminister Joop den Uyl begärde en undersökning vägrade prins Bernhard att svara på frågor från journalister och sade att han stod "över sådana saker". Drottning Juliana hotade att abdikera om hennes make åtalades vilket heller inte skedde, men han tvingades den 26 augusti 1976 att avgå från samtliga sina officiella uppdrag.

## Japan

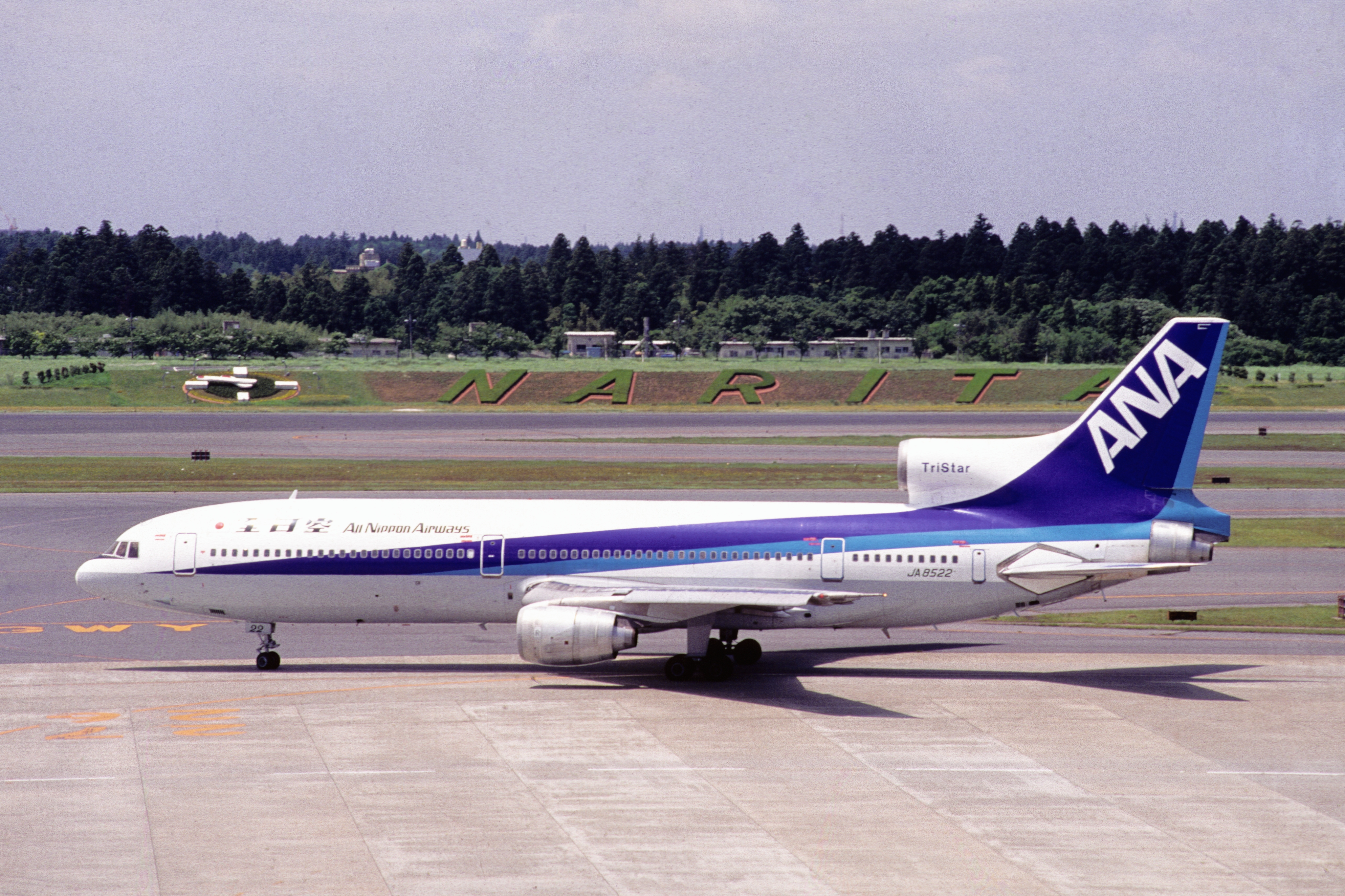
En Lockheed L-1011 i ANA på Naritas internationella flygplats

Korruptionsaffären i Japan inkluderade dåvarande premiärministern Kakuei Tanaka, stabschefen Minoru Genda, försvarsministern Eisaku Satō och många fler. Redan 1957 hade Japans flygvapen önskat köpa stridsflygplansmodellen Grumman F-11 Super Tiger, som var under utveckling, men Lockheed lobbade inflytelserika medlemmar i det styrande Liberaldemokratiska partiet att istället köpa F-104 Starfighter.
Företaget anlitade även den yrkeskriminella nationalisten Yoshio Kodama för att få Japans halvstatliga flygbolag, till exempel All Nippon Airways, att köpa Lockheed L-1011 TriStar som nytt passagerarflygplan istället för McDonnell Douglas DC-10. 6 februari 1976 erkände Lockheeds vice ordförande att företaget hade betalat omkring tre miljoner dollar i mutor till premiärminister Kakuei Tanakas kontor för stöd. Tanaka dömdes år 1983 till fyra års fängelse för brott mot valutaregleringar men inte mutbrott. Han förblev fri ända till sin död tio år senare.